# Loeb-Werke

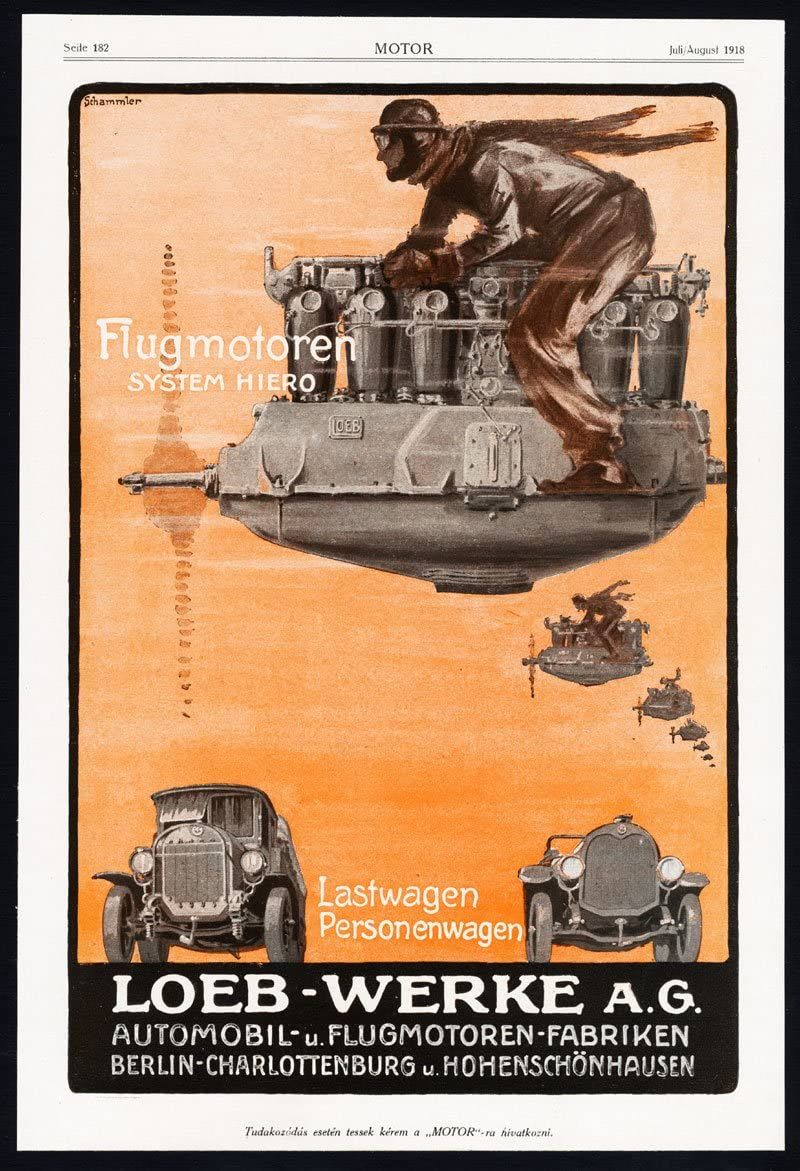
„Flugmotoren System Hiero“, Werbegrafik von Max Schammler für die Loeb-Werke mit Fabriken in Charlottenburg und Berlin-Hohenschönhausen in der Zeitschrift Motor, Jahrgang 1918 (Ausgabe Juli/August)

Die Loeb-Werke AG war ein deutsches Unternehmen im Automobil- und Motorenbau, das von 1917 bis 1920 existierte und seinen Sitz an der Fritschestraße in (Berlin-)Charlottenburg hatte.

## Geschichte
Das Unternehmen wurde von Ludwig Loeb und Dagobert Philip 1906 unter der Firma Kraftfahrzeug-AG gegründet und baute 1906–1907 auf dem Hintergelände des Grundstücks Fritschestraße 27/28 in Charlottenburg ein großes Fabrikgebäude mit Garagenanlagen im Erdgeschoss und im Kellergeschoss, das heute unter Denkmalschutz steht. Das Unternehmen übernahm kurz darauf die ebenfalls von Loeb und Philip gegründete Loeb & Co. GmbH, die formal selbständig bestehen blieb und ab 1. April 1907 ihren Sitz in der Nähe der Fritschestraße im Haus Bismarckstraße 55/56 hatte. Die Loeb & Co. GmbH beschäftigte sich mit der Reparatur von und dem Handel mit Automobilen vieler Fabrikate. Sie hatte die Vertretung für die Marken Benz, Fiat, Panhard & Levassor und Daimler. Auch Ottomotoren der Motorenfabrik Körting in Hannover gehörten zum Sortiment. Bald nach der Übernahme wurde ein zweiter Produktionsstandort in (Berlin-)Hohenschönhausen erworben.
Im Jahr 1909 begann die Fertigung von kompletten eigenen Automobilen unter der Marke LUC (Loeb und Co.). Zunächst wurde ein 12/36-PS-Modell mit selbst konstruiertem seitengesteuertem Reihen-Vierzylindermotor gebaut.
Schon 1912 kamen dann zur Abrundung des Programms die ebenfalls vierzylindrigen Modelle 8/22 PS und 16/40 PS mit Knight-Schiebermotoren dazu. Die Motoren für diese Wagen wurden von der Daimler Motor Company in Großbritannien bezogen.
Ab 1913 folgte das Modell 10/30 PS, das besonders durch seinen leise laufenden Ventiltrieb (fast wie der Knight-Motor, obwohl es eine seitengesteuerte Konstruktion war) und seine fortschrittliche Hinterachskonstruktion bekannt wurde. Die Hinterachse war aus Stahlblech-Teilen gefertigt und an halbelliptischen Längs-Blattfedern aufgehängt, die unterhalb der Achse verliefen. Zusätzlich war eine weitere Quer-Blattfeder eingebaut, die sich nach hinten mit einer Schraubenfeder gegen den Rahmen abstützte.
Bald nach Ausbruch des Ersten Weltkriegs wurde die Automobilherstellung beendet. Stattdessen entstanden Flugmotoren (darunter in Lizenz der im damaligen Österreich-Ungarn entwickelte leistungsstarke Hiero) und es wurde zusammen mit Büssing der erste deutsche Panzerwagen mit Allradantrieb sowie einem Fahrerplatz für Vorwärts- und Rückwärtsfahrt entwickelt (Büssing A5P).
Im Jahr 1917 wurde die Loeb & Co. GmbH mit ihrer Muttergesellschaft Kraftfahrzeug-AG verschmolzen, die Firma lautete nun Loeb-Werke AG. Nach Kriegsende wurde ab 1919 wieder kurze Zeit das 10/30-PS-Modell hergestellt, jetzt unter der Marke Loeb. 1920 wurde die Firma in „Dinos“ Automobil-Werke AG geändert. Unter der Marke Dinos wurde zunächst bis 1921 ein dem Loeb ähnlicher 10/30-PS-Wagen produziert.

## Modelle
| Modell          | Bauzeitraum | Zylinder | Hubraum  | Bohrung × Hub   | Leistung        | bei Drehzahl | Radstand | Höchstgeschwindigkeit |
| --------------- | ----------- | -------- | -------- | --------------- | --------------- | ------------ | -------- | --------------------- |
| 12/36 PS        | 1909–1913   | 4 Reihe  | 3052 cm³ | 90 mm × 120 mm  | 36 PS (26,5 kW) | 1800 min⁻¹   | 3100 mm  | 75 km/h               |
| 8/22 PS Knight  | 1912–1914   | 4 Reihe  | 2025 cm³ | 75 mm × 114 mm  | 22 PS (16,2 kW) | 1800 min⁻¹   | 2900 mm  | 75 km/h               |
| 16/40 PS Knight | 1912–1914   | 4 Reihe  | 4084 cm³ | 101 mm × 130 mm | 40 PS (29 kW)   | 1800 min⁻¹   | 3100 mm  | 90 km/h               |
| 10/30 PS        | 1913–1920   | 4 Reihe  | 2612 cm³ | 80 mm × 130 mm  | 35 PS (26 kW)   | 2000 min⁻¹   | 2950 mm  | 85 km/h               |